# 依维柯客车

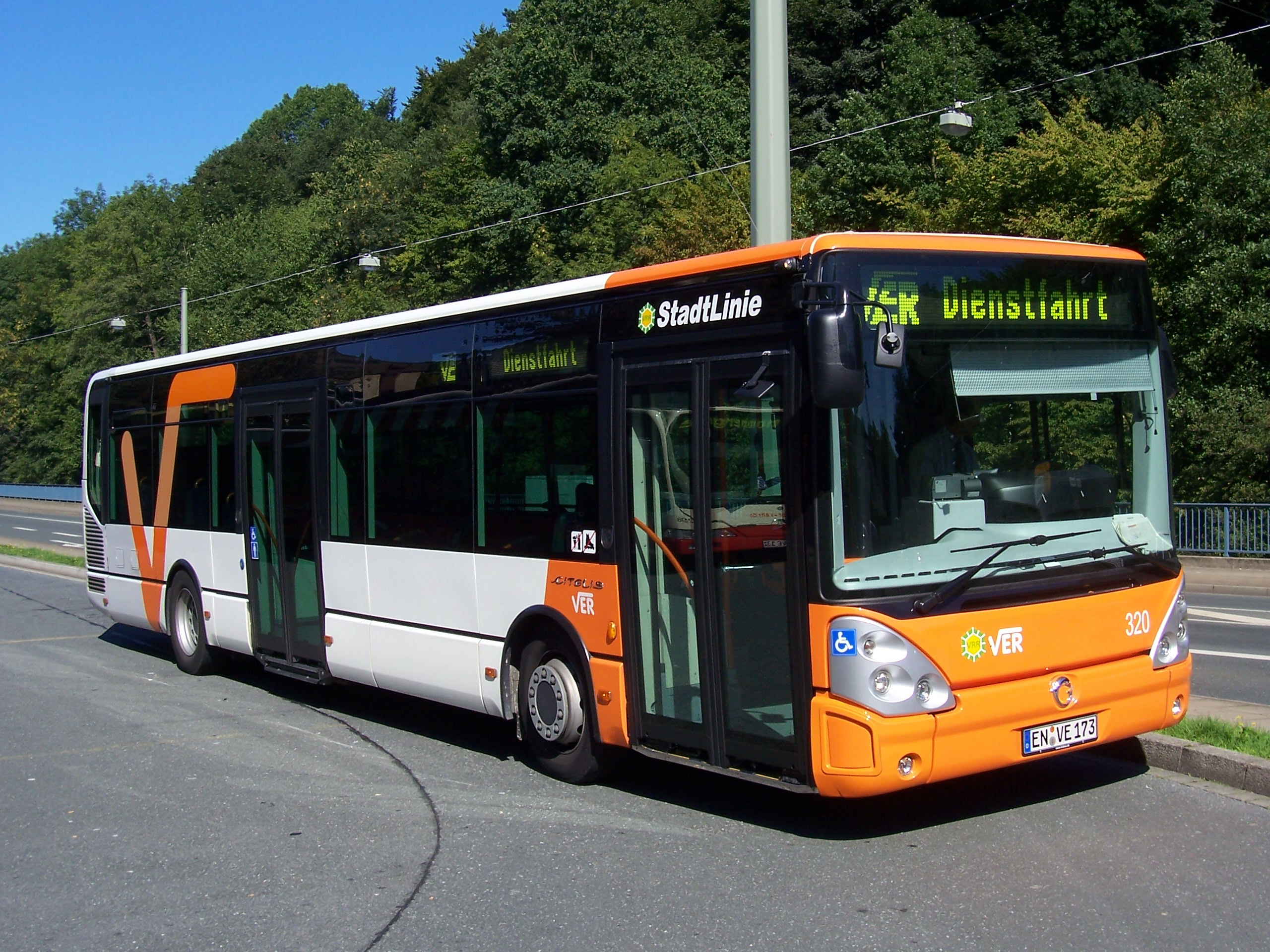
德國的Irisbus Citelis

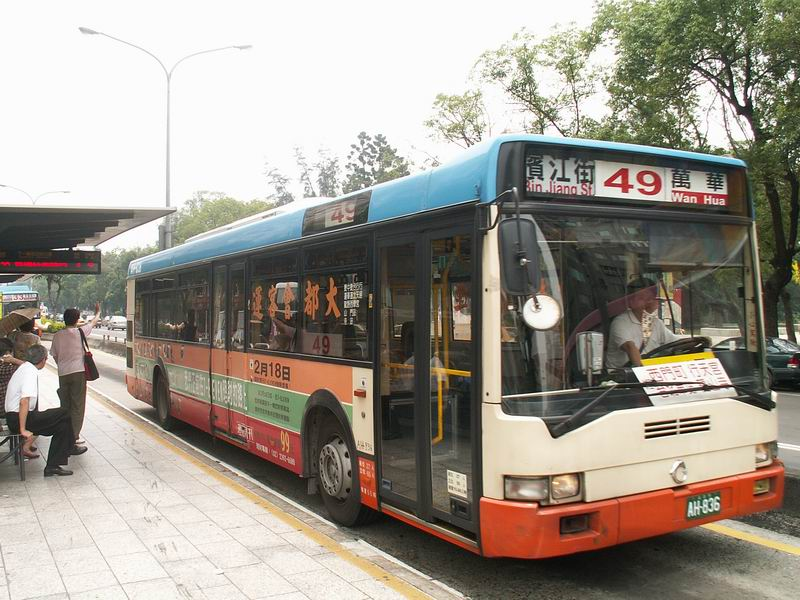
行駛在台灣台北市民權東路公車專用道上的IRISBUS低底盤公車

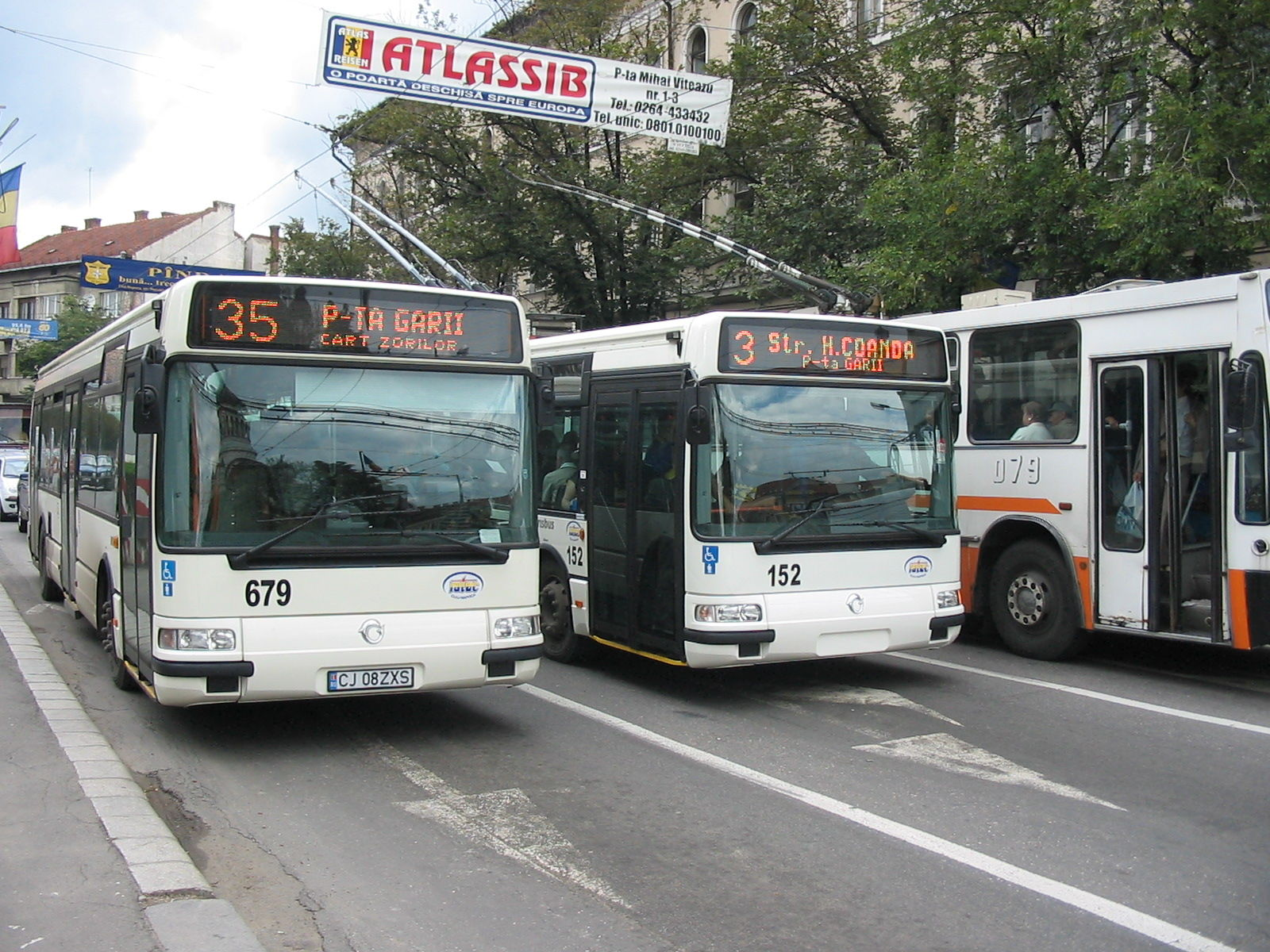
Iribus Agora在羅馬尼亞克盧日-納波卡

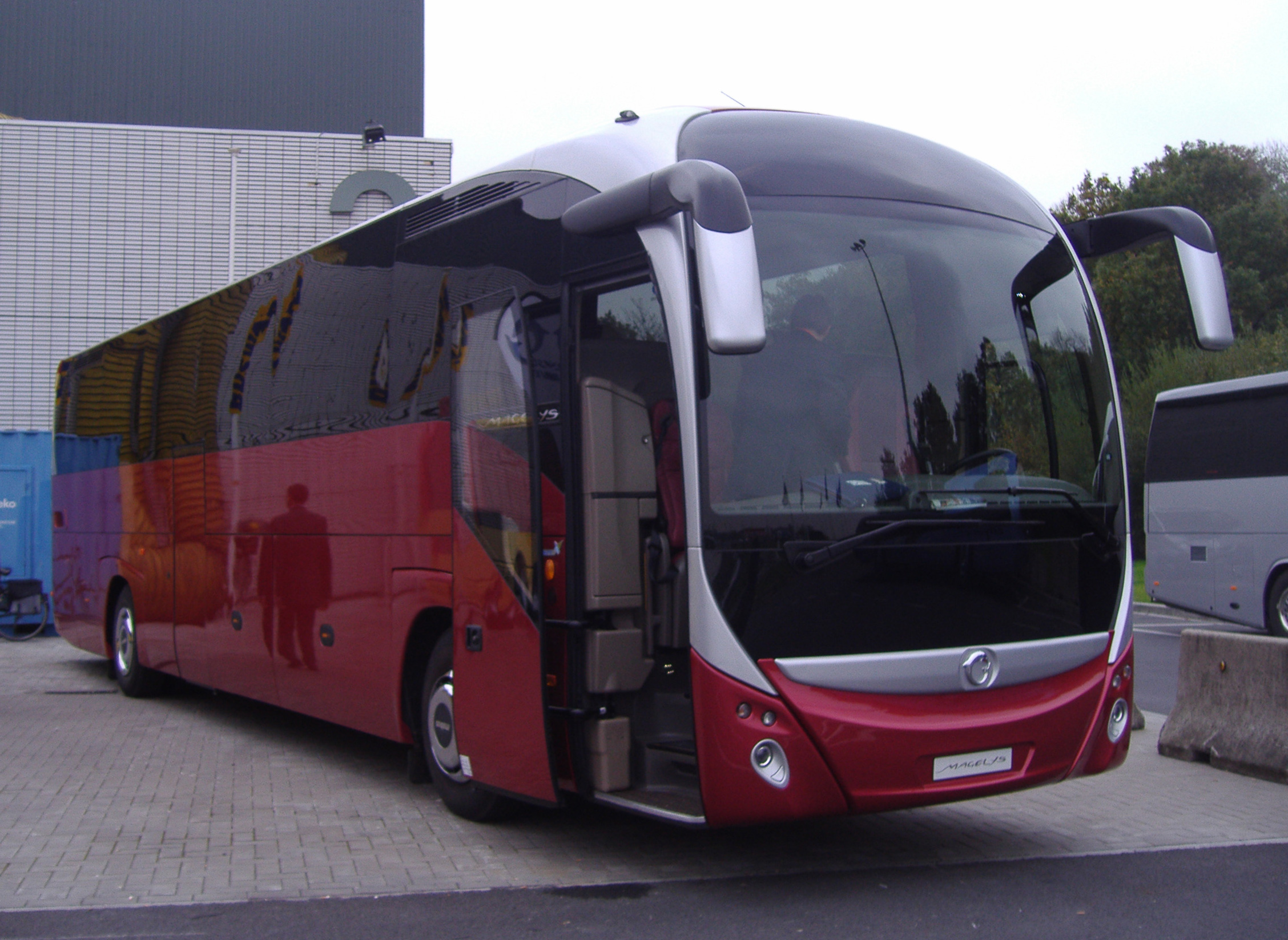
在比利時科特赖克Busworld 2007展覽的Irisbus Magelys客车

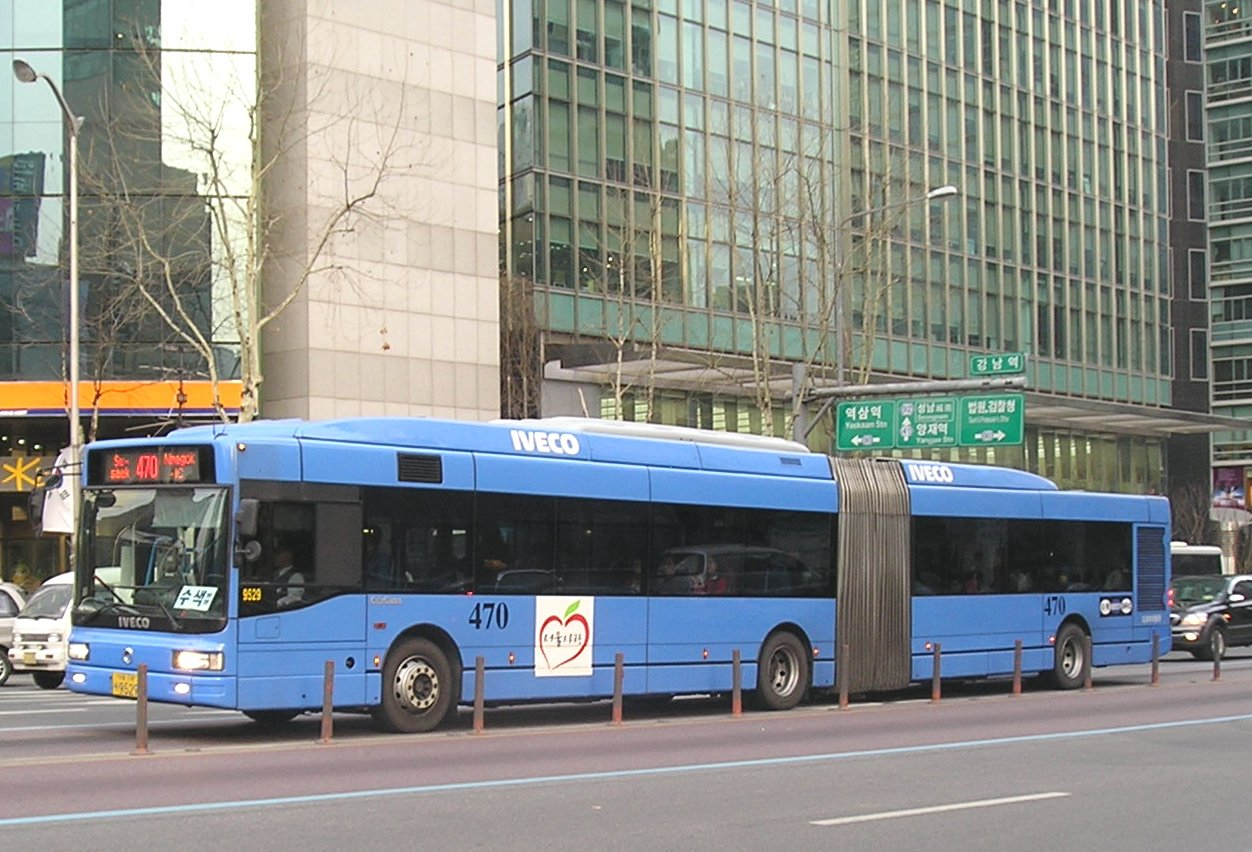
韩国首尔的Iveco CityClass 18m

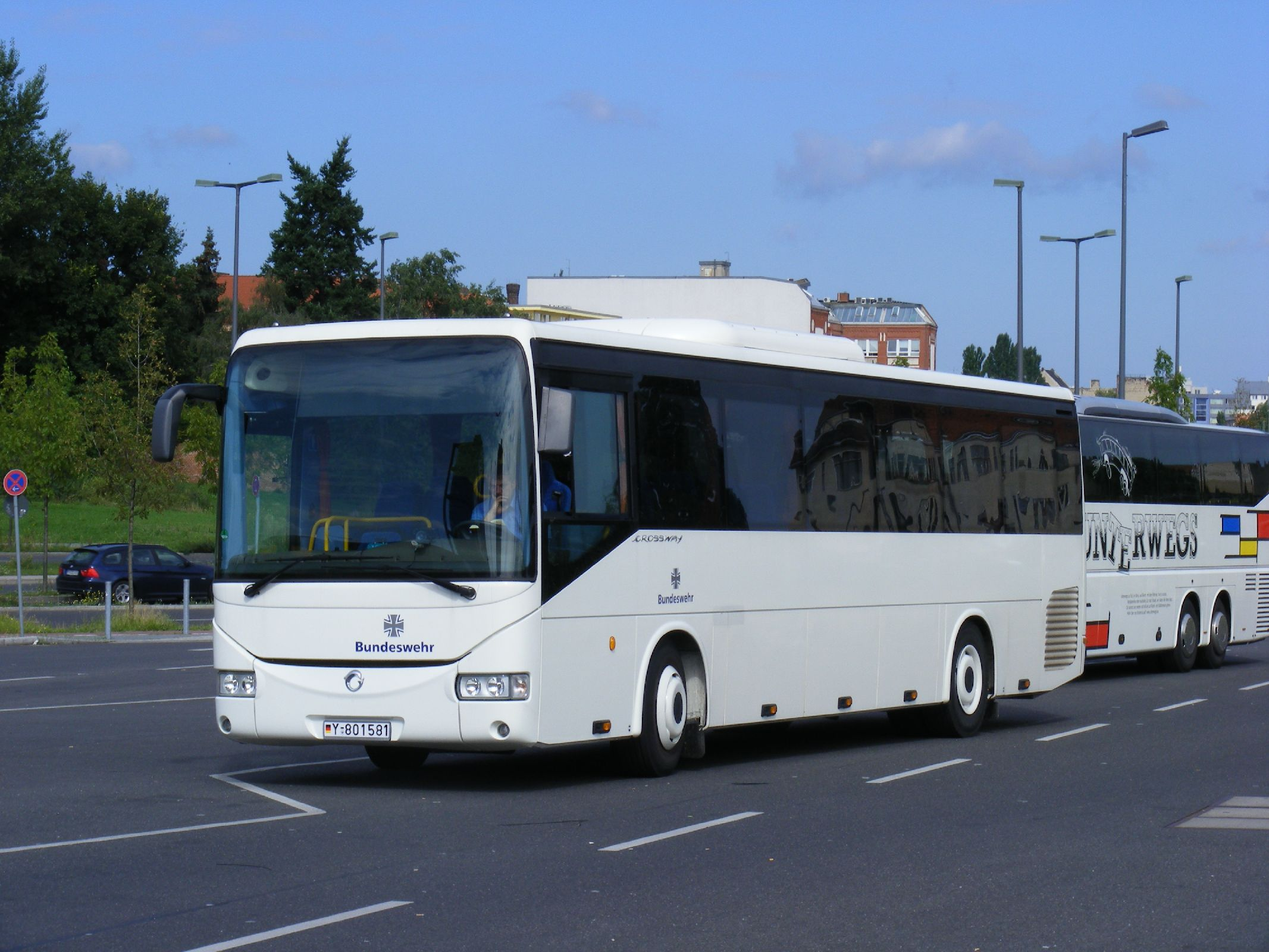
德国联邦国防军的Irisbus Crossway

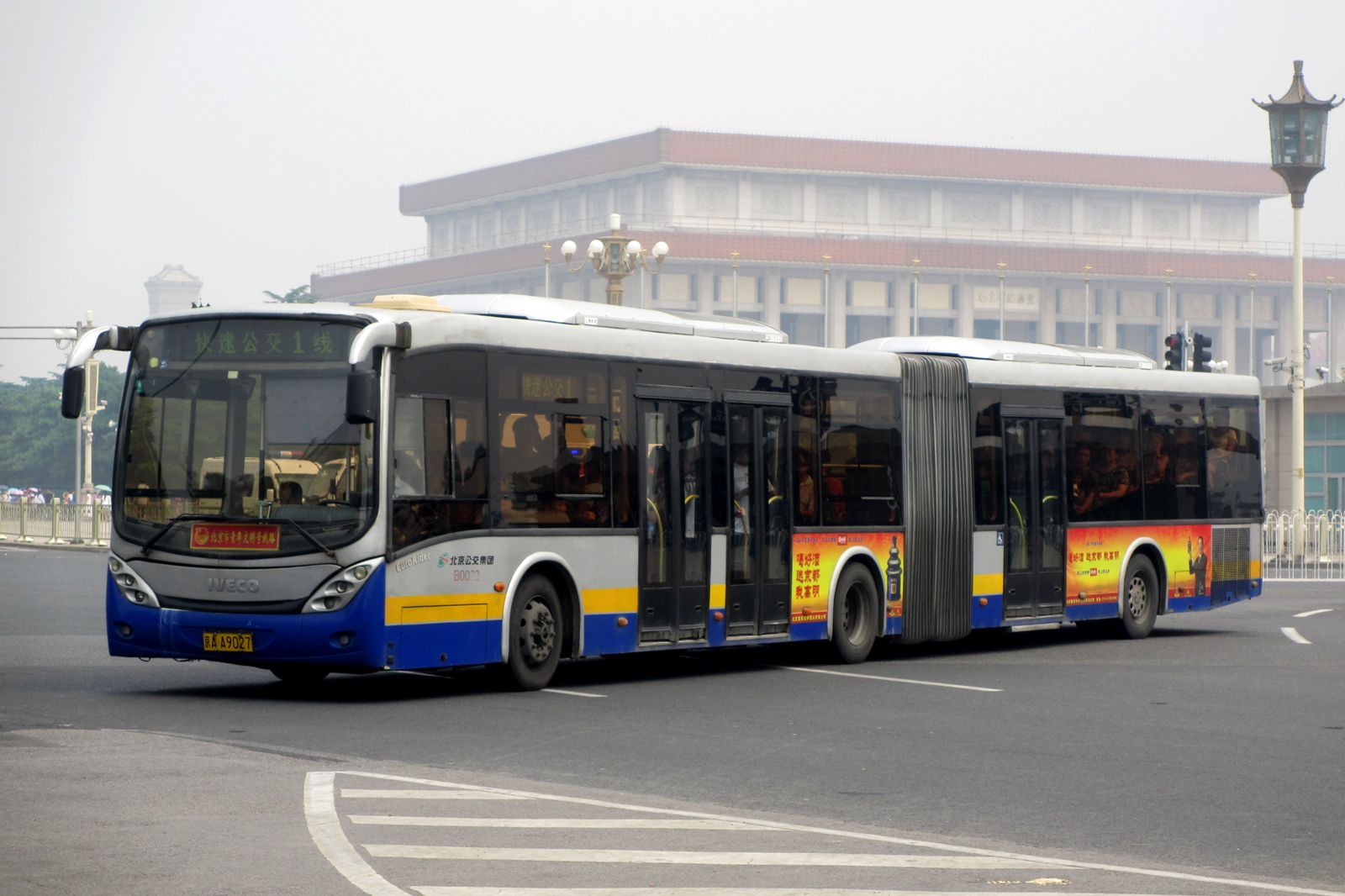
北京快速公交1号线的依维柯CJ6180GCH型铰接客车，由常州黄海组装。

依维柯客车（英語：Iveco Bus），原名伊萨客车（英語：Irisbus），為巴士生產商，總部設於法國里昂，設分社於意大利都灵、英國赫特福德郡沃特福德、德國莱茵兰-普法尔茨州美因茨。Irisbus是Iveco集团的全资子公司。Irisbus目前已到期，现在是Iveco的一个分支，名为Iveco Bus。在香港，不少人因其標誌而稱之為海豚。

## 簡史
- 1999年1月，雷諾及Iveco將巴士生產線合併為Irisbus，並於同年後期收購Ikarus。
- 2001年，雷諾將股份售予Iveco，此後由Iveco全資擁有。
- 从2003年到2010年，Irisbus已经100％由菲亚特集团的Iveco持股，Irisbus已更名为Iveco。自2013年以来，Irisbus已经100％由CNH工业的Iveco拥有。
- 2006年，將Ikarus賣給匈牙利的Műszertechnika集團。
- 2013年5月Irisbus更名为Iveco Bus。新重组计划后，所有新的巴士只包含Iveco品牌，和集团中所有其他的车辆标志类似。

## 工厂分布
- 依维柯客车的工厂分布于
  - 意大利苏扎拉(基于依维柯Daily的所有Iveco车辆)
  - 捷克上米托
  - 法国阿诺奈
- 生产引擎和零部件的工厂(多数是Iveco的工厂，并且生产部件和引擎用于组装巴士）
  -  羅馬尼亞阿拉德
  -  義大利布雷西亚
  - Sofim发动机：意大利福贾
  - SPA Torino：意大利都灵
  -  西班牙巴利亚多利德
  -  法國维尼西厄（靠近里昂）
  -  法國德塞夫勒省罗尔泰
  -  中國常州
  -  印度孟买
  -  巴西米纳斯吉拉斯州
  -  阿根廷科尔多瓦
  -  波蘭Transgór Mysłowice
  -  波蘭Irex Sosnowiec
  -  马来西亚士乃

## 产品

### 目前车型
- Daily - 小型公共汽车，来自Iveco
- Happy - 小型公共汽车
- Midway - 中型公共汽车
- Midys - 中型公共汽车
- Midirider
- Euromidi
- Europolis - 中型公共汽车，来自Iveco
- Citybus
- Citelis 12
- Citelis 18 - 铰接客车
- Citelis Line - 城际客车
- Recreo - 城际客车/校车
- Crossway - 城际客车/校车
- Arway - 城际客车
- Evadys H - 旅行客车
- Evadys HD - 旅行客车
- Domino HD - 旅行客车，来自Orlandi
- Domino HDH - 旅行客车，来自Orlandi
- Magelys - 旅行客车
- Civis - 无轨电车
- Cristalis - 无轨电车
- Hynovis, 混合动力客车
- Scholabus 25 - 校车 (英国)

### 停产车型
- EuroClass - 来自Iveco
- Agora series - 来自Renault
- Agora Line
- Axer - 城际客车/校车 - 来自Karosa
- Ares N - 城际客车/校车
- Ares N15 - 城际客车/校车
- Iliade H - 旅行客车
- Iliade HD - 旅行客车
- Moowy - 城际客车
- EuroRider - 旅行客车，来自Iveco
- CityClass 10.8 m/12 m - 来自Iveco
- CityClass 18 m - 铰接客车，来自Iveco

## 销售

### 香港
香港的Irisbus全部都是EuroRider客車，EuroRider原本是歐霸研製的客車底盤，早於1996年開始在香港出現，直到2003年，首批以Irisbus為名的EuroRider來港，由祥龍汽車有限公司代理。早期來港的Irisbus EuroRider都是配上西班牙Noge Touring Star車身，數年後開始配上中國以及香港製車身，包括天津伊利薩爾（IRIZAR-TJ）、中港以及亞洲車身。

### 台湾
台北市公車處曾於1992年引進Ikarus購入一批為數560輛的IKARUS 260公車，而這批車又被稱為「匈牙利公車」，目前已全數退役。
2001年台北市公車處向與Irisbus合併前的Ikarus購入412.05型低底盤公車共30輛，該訂單為Irisbus繼承交車，但是其中一輛執行606路線新車剛上路不久就發生暴衝車禍意外不少車輛被撞壞，2004年由公車處分割成立之大都會客運接收，其中一輛於2007年6月5日執行601路線公車時於台北市天母失火燒毀，目前已經修復；因為車齡將屆法定年限，決定將車隊翻新。。

### 中国大陆
2004年，畅达通客运（现已并入北京公交集团）购入了50辆依维柯CJ6180GCH型18米铰接客车，用于运营北京快速公交1号线，该型号车使用依维柯391E 18.310底盘，以散件方式进口，由常州黄海组装，目前该型号车已全部报废。

## 備註
1. ↑  大都會客運低底盤(IKARUS412)公車車身四級保養招標案 Archive.today的存檔，存档日期2013-04-19

## 連結
- IrisBus （页面存档备份，存于）